# A.S.D. Flaminia Civita Castellana
Associazione Sportiva Dilettantistica Flaminia Civita Castellana là một câu lạc bộ bóng đá Ý có trụ sở tại Civita Castellana, Lazio.

## Lịch sử
Câu lạc bộ được thành lập vào năm 2008 sau khi sáp nhập ASD Bassano Romano và AS Sassacci của Civita Castellana.

## Màu sắc và huy hiệu
Màu sắc của đội là đỏ và xanh.